# Manuel Casanova Carrera
Manuel Casanova Carrera   (Sanlúcar de Barrameda, c. 1889 - Almansa, 29 de setembre de 1961) va ser un periodista, escriptor i polític espanyol. Al llarg de la seva carrera va arribar a exercir com a director de diversos periòdics, col·laborant a posteriori amb la premsa del «Movimiento». Durant la Dictadura franquista seria governador civil de la província de Toledo i procurador en les Corts franquistes.

## Biografia
Nascut en la localitat gaditana de Sanlúcar de Barrameda, va fer estudis de dret per la Universitat de Sevilla. Des de molt jove es va dedicar al periodisme. Instal·lat a Saragossa, en la seva joventut va dirigir el Diario de Avisos i el Diario de Huesca, així com el setmanari d'Osca La Prensa. Posteriorment dirigiria l' Heraldo de Aragón entre 1934 i 1938. En aquesta etapa saragossana arribaria a mantenir una relació sentimental amb la pianista aragonesa Pilar Bayona.
Després de l'esclat de la Guerra civil es va adherir a les forces revoltades i va arribar a treballar com a reporter de guerra. Durant una visita al capdavant de Madrid va ser fet presoner pels republicans, fou empresonat i posteriorment condemnat a mort. Després de dos anys de captivitat va tornar a la zona revoltada per un bescanvi de presoners entre tots dos bàndols.
Home totalment identificat amb el franquisme, va exercir com a governador civil de la província de Toledo entre 1939 i 1944. Durant el seu mandat va designar al ginecòleg José Rivera Lema com a alcalde de Toledo, al desembre de 1939; no obstant això, a causa dels conflictes que tots dos van mantenir, Rivera seria destituït en 1941 i substituït per Andrés Marín. Al març de 1945 va ser nomenat director la setmanari gràfic Fotos, pertanyent a l'anomenada «Premsa del Movimiento». Posteriorment va dirigir el diari esportiu Marca, entre 1946 i 1947. Afeccionat al món de la tauromàquia, també va arribar a dirigir durant un temps el setmanari taurí El Ruedo.
En 1951 va ser nomenat cap del Sindicat Nacional de l'Espectacle, càrrec que va mantenir fins que fou cessat el 1956.
Va morir en un accident de trànsit el 29 de setembre de 1961, prop de Almansa, als 72 anys.

## Distincions
- Encomana amb Placa de l'Orde de Cisneros (1953)[17]

## Obres
- —— (1941). Se prorroga el estado de alarma. Memorias de un prisionero. Editorial Católica Toledana.